# دراغان بلاتنياك
دراغان بلاتنياك مواليد 1 أغسطس 1981 في جمهورية يوغوسلافيا الاشتراكية الاتحادية، هو لاعب كرة قدم بوسني دولي سابق كان يلعب كلاعب وسط.

## المسيرة الاحترافية

### أندية لعب لها
- نادي بورتنيو
- هايدوك سبليت
- نادي روستوف

## روابط خارجية
- دراغان بلاتنياك على موقع الاتحاد الدولي (مؤرشف)  (الإنجليزية)
- دراغان بلاتنياك على موقع قاعدة بيانات كرة القدم.إي يو (الإنجليزية)
- دراغان بلاتنياك على موقع ناشيونال فوتبول تيمز (الإنجليزية)
- دراغان بلاتنياك على موقع Soccerway.com (الإنجليزية)
- دراغان بلاتنياك على موقع عالم كرة القدم.نت (الإنجليزية)